# Мар'янівка (стадіон)
Стадіон «Мар'янівка» (місцева назва Спорткомплекс «Біла корова»  — футбольний стадіон у селищі міського типу Мар'янівка Горохівського району Волинської області. Вміщує близько 1200 глядачів, усі місця обладнані індивідуальними сидіннями. На стадіоні проводить свої домашні матчі ФК «Мар'янівка», Виступає у чемпіонаті Волині і чемпіонаті Горохівського району з футболу і футзалу. Виступала у кубку ААФУ 2008 року.
Стадіон примітний тим, що на всіх домашніх матчах з 2004 року за воротами стадіону пасеться символ клубу — корова Фарта, а ворота стадіону прикрашає скульптура корови у клубних червоно-білих кольорах, що приваблює вболівальників з усієї області. Це єдиний стадіон у світі, на якому під час матчів постійно перебуває жива корова.

## Галерея

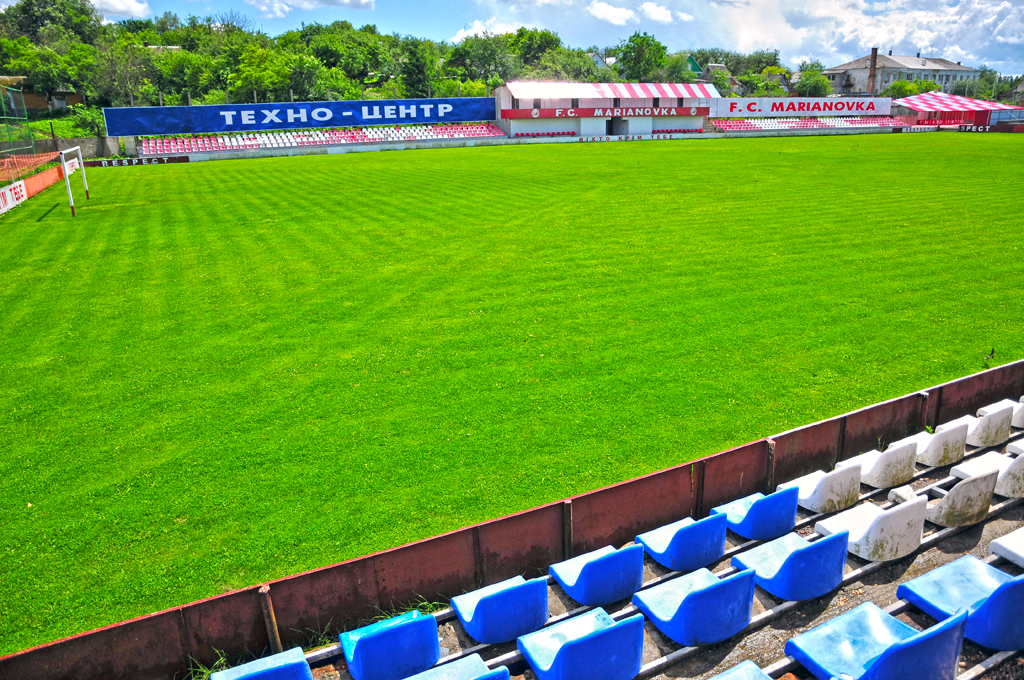
стадіон «Мар'янівка» (Біла Корова)
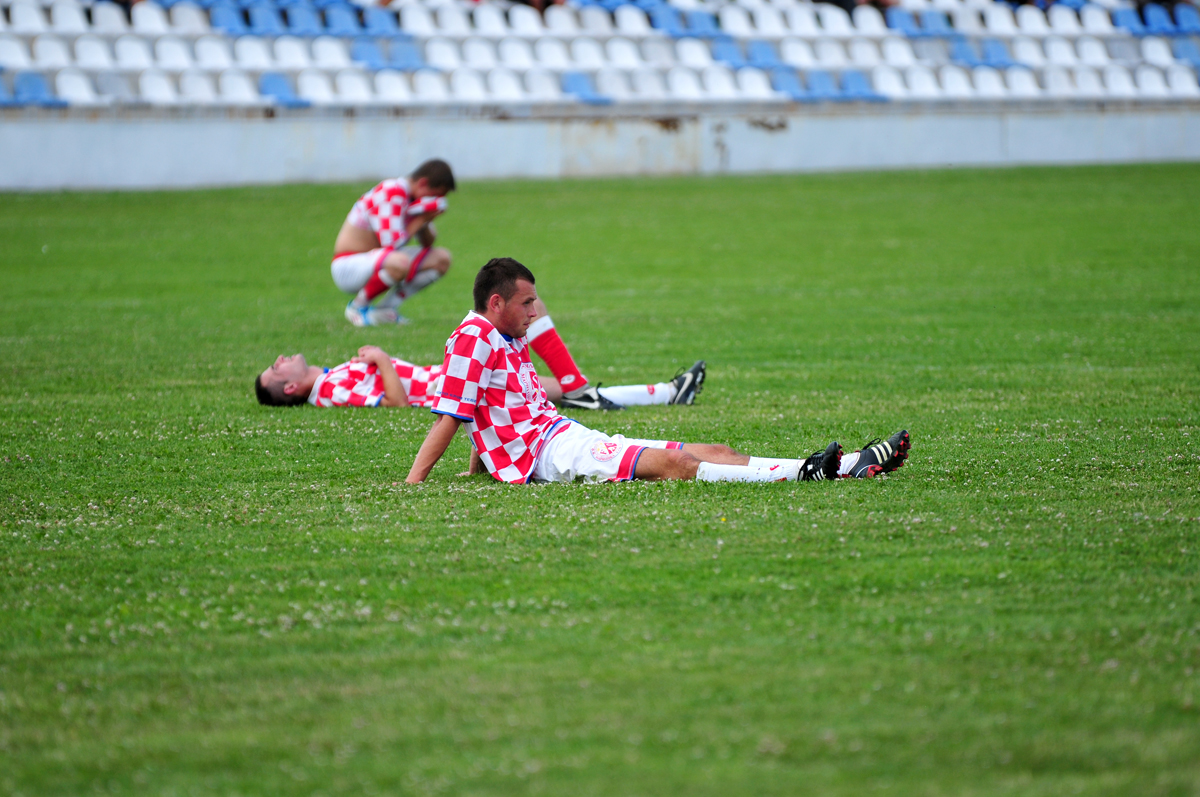
Футболісти ФК «Мар'янівка» відпочивають після тренувань на стадіоні